# Cuora trifasciata
Cuora trifasciata är en sköldpaddsart som beskrevs av  Bell 1825. Cuora trifasciata ingår i släktet Cuora och familjen Geoemydidae. IUCN kategoriserar arten globalt som akut hotad. Inga underarter finns listade i Catalogue of Life.
Arten förekommer i sydöstra Kina, inklusive Hainan, samt i Laos och Vietnam.